# Quinn the Eskimo (The Mighty Quinn)
«Quinn the Eskimo (The Mighty Quinn)» es una canción del músico estadounidense Bob Dylan, compuesta en 1968, durante las sesiones que darían lugar al álbum The Basement Tapes.
Ese mismo año, la canción fue grabada por la banda de Manfred Mann, convirtiéndola en un éxito.